# Goły Wierch (Tatry Bielskie)
Goły Wierch (niem. Hexenhöhe, słow. Holý vrch, węg. Boszorkány-hegy) – położone na wysokości 1334 m załamanie grani w północnym grzbiecie Bujaczego Wierchu w słowackich Tatrach Bielskich. W grzbiecie tym kolejno znajdują się: Wysoka Skała, Goły Wierch, Ozielec i Tokarnia.
Na niektórych mapach Goły Wierch zaznaczany jest jako szczyt z wysokością 1334 m. Jako wzniesienie wymienia go Witold Henryk Paryski w Wielkiej encyklopedii tatrzańskiej. W rzeczywistości jest to tylko wierch pozorny, brak bowiem w grani po obydwu jego stronach jakiegokolwiek wcięcia o charakterze przełęczy czy chociażby płytkiego siodła. Jest to tylko miejsce, w którym grań załamuje się; z mało nachylonej grani południowej przechodzi w stromą po stronie północnej. W widoku od dołu sprawia to wrażenie szczytu. Natomiast w grani powyżej Gołego Wierchu znajduje się inne wzniesienie i to skaliste – Wysoka Skała o wysokości 1580 m.
Zachodnie zbocza Gołego Wierchu opadają stromo do Doliny Jagnięcej, wschodnie do Babiej Doliny. Są porośnięte lasem, dawniej jednak Goły Wierch musiał być goły lub trawiasty, gołymi wierchami nazywano bowiem szczyty bezleśne. W lesie na obydwu zboczach Gołego Wierchu są partie skalne. Na zboczu zachodnim, kilkadziesiąt metrów poniżej grani jest pas urwistych ścianek, a symetrycznie do niego na zboczu wschodnim również skalisty pas ścianek, z których najwyższa jest Babia Turnia.
Przez Goły Wierch prowadzi ścieżka łącząca Dolinę Jagnięca z Babią Doliną.